# 日姆·比尔巴
日姆·比尔巴（法語：Jim Bilba，1968年4月17日—），法国男子篮球运动员，司职中锋、大前锋。他曾代表法国国家队参加2000年夏季奥林匹克运动会篮球比赛，获得一枚银牌。